# E! True Hollywood Story
La "E! True Hollywood Story" és una sèrie documental de televisió de la E! Enterteiment Television i el canal DBS que tracta de celebritats famoses de Hollywood, pel·lícules, televisió i figures públiques molt conegudes. Entre els temes coberts pel programa, inclou els sucosos relats dels secrets de Hollywood, escàndols televisius, assassinats i misteris de celebritats, biografies d'estrelles porno, i "On estan ara?", recerques de petites estrelles d'anys enrere. Freqüentment, ofereix entrevistes aprofundides, imatges de la sala del judici i redaccions dramàtiques. Els episodis, algunes vegades, estan actualitzats per reflectir la vida o l'estat actual dels subjectes. "E! True Hollywood Story" va començar com una sèrie d'especials el 1996, però va evolucionar cap a un programa setmanal biogràfic. Els episodis duren 1 o 2 hores segons el tema cobert. Hi ha més de 400 True Hollywood Stories. El programa va ser nominat per als Premis Emmy el 2001, 2002 i 2003.

## Episodis més vistos
1. Christina Aguilera (38.5 milions)
2. Britney Spears (38 milions)
3. Friends (37.5 milions)
4. Playboy (33.1 milions}
5. Elvis Presley (33 milions)
6. American Idol (32.6 milions)
7. Desperate Housewives (30 milions)
8. Selena (28 milions)
9. Maestro (25 milions)
10. Sex and the City (23.5 milions)
11. Prom Night (23 milions)
12. Mean Girls (22 milions)

## Llista de "E! True Hollywood Stories"

### Atletes
- Chris Benoit
- Kobe Bryant
- Rudy Galindo
- Hulk Hogan
- Anna Kournikova
- Dennis Rodman
- O.J. Simpson
- Mike Tyson
- Venus & Serena Williams
- Tai Babilònia and Randy Gardner
- Oksana Baiul
- Dave Draper
- Tonya Harding
- Scott Hamilton
- Bruce Jenner

### Comediants
- John Belushi
- Ellen Degeneris
- Chris Farley
- Gallagher
- Andy Kaufman
- Martin Lawrence
- Richard Pryor
- Gilda Radner
- Brett Butler
- Cheech & Chong
- Andrew Diu Clay
- Andy Dick
- Kathy Griffin
- Sam Kinison
- Joe Piscopo
- Paula Poundstone
- Joan Rivers

### Parelles i famílies
- Kirk Douglas & Michael Douglas
- Goldie Hawn & Kate Hudson
- Paris & Nicky Hilton
- Whitney Houston & Bobby Brown
- The Kennedys
- Sean Penn & Madonna
- Lionel & Nicole Richie
- Charlie Sheen and Denise Richards
- Britney Spears & Kevin Federline
- Arnold Schwarzenegger & Maria Shriver
- Steven & Liv Tyler
- Luke & Owen Wilson
- Kimberly & Rod Stewart
- The Baldwin Brothers
- Mary Kate & Ashley Olsen
- The Judds
- The Kardashians
- The O'Neals
- David Beckham & Victoria Adams
- Família Simpson: Jessica Simpson

### Criminals
- Claudine Longet
- Charles Manson
- Michael Alig
- Christian Brando
- Amy Fisher
- Heidi Fleiss
- Mary Kay Letourneau
- The Menendez Brothers
- Andrea Iots

### Reporters
- James Bacon
- Rona Barrett
- Katie Couric
- Jane Pauley
- Geraldo Rivera
- Giuliana Rancic

### Directors/productors
- Roman Polanski
- Bob Fosse
- Alfred Hitchcock
- Julia Phillips
- Al Adamson
- James Cameron

### Cantants
- Britney Spears
  - Britney Spears: Retir del Cel
  - Britney Spears: Preu de la Fama
  - Christina Aguilera vs. Britney Spears
- Christina Aguilera
- Paula Abdul
- The Beach Boys
- Brandy
- Backstreet Boys
- Mariah Carey
- Karen Carpenter
- Johnny Cash
- Sean Combs
- John Denver
- Mama Cass Elliot
- Missy Elliott
- Eminem
- Marvin Gaye
- Michael Hutchence
- Janet Jackson
- LaToya Jackson
- Michael Jackson
- Janis Joplin
- Liberace
- Little Richard
- Tommy Lee
- John Lennon
- Courtney Love
- Dean Martin
- George Michael
- The Monkees
- New Kids on the Block
- *NSYNC
- Wayne Newton
- Olivia Newton-John
- P!nk
- Diana Ross
- Frank Sinatra
- Snoop Dogg
- Spice Girls
- Tiffany
- Tiny Tim
- Tanya Tucker
- Village People
- Amy Winehouse
- Rock Star Wives
- The Pussycat Dolls
- Elvis Presley
  - Els últims dies d'Elvis Presley
  - Elvis: els anys de Hollywood
- Selena Quintanilla-Perez
  - Una recreació: 1995
- Country Girls
  - Shania Twain
  - Faith Hill
  - Dixie Chicks
  - Trisha Yearwood
  - Gretchen Wilson
  - Shelby Lynne
- Jonas Brothers
- Katy Perry
- Usher

### Entreteniment adult
- John Holmes
- Jenna Jameson
- Traci Lords
- Linda Lovelace
- Savannah
- Ginger Lynn

### Fashionistes
- Gianni Versace
- Halston

### Playboy/models
- Kendra Wilkinson
- Holly Madison
- Pamela Anderson
- Carmen Electra
- Hugh Hefner
- Jenny McCarthy
- Bettie Page
- Anna Nicole Smith
- Dorothy Stratten
- Adrianne Curri
- Jessica Hahn
- Claudia Jennings
- Rebekka Armstrong
- The Barbi Twins

### Supermodels
- Tyra Banks
- Heidi Klum
- Naomi Campbell
- Gia Carangi
- Janice Dickinson
- Claudia Schiffer
- Kate Moss
- Jerry Hall
- Christie Brinkley
- Margaux Hemingway
- Lauren Hutton
- Carrie Otis
- Niki Taylor
- Supermodels: Super Primes

### Reis/princeses/bilionaris
- Grace Kelly
- Carolina de Mònaco
- Estefania de Mònaco
- Diana, princesa de Gal·les
- Donald Trump
- Oprah Winfrey

### Programa de jocs
- Wheel of Fortune
- El preu just
- Family Feud
- The Gong Xou
- Hollywood Squares

### Pel·lícules
- Scream
- American Pie
- Billy Jack
- Noies Bond
- Harry Potter
- Poltergeist
- Diner
- Dirty dancing
- L'Exorcista
- High School Musical
- Flashdance
- Jaws
- Mean Girls
- Scarface
- Sixteen Candles
- The Terminator
- The Texas Chainsaw Massacre
- Twilight Zone: The Movie

### Programes de TV
- 24
- American Idol
- America's Next Top Model
- The Bachelor
- Baywatch
- The Beverly Hillbillies
- Beverly Hills, 90210
- Bewitched
- Big Brother (EUA)
- Blossom
- The Brady Bunch
- Cheers
- Clueless
- The Cosby Xou
- Dallas
- Dancing with the Stars
- Dawson's Creek
- Desperate Housewives
- Diff'rent Strokes
- Dynasty
- Eight is Enough
- The Facts of Life
- Friends
- Full House
- Growing Pains
- I Dream of Jeannie
- Magnum, P.I.
- Melrose Place
- Miami Vice
- The Real World
- Saved by the Bell
- Seinfeld
- Sex and the City
- Survivor
- That 70's Show
- The View
- Modern Family
- Gilmore Girls
- The Apprentice
- The Dukes of Hazzard
- Lost
- Glee
- Gossip Girl
- Heroes
- Hannah Montana
- Home Improvement
- I Love Lucy
- L.A. Law
- The Mickey Mouse Club
- The Sopranos
- Married with Children
- The Partridge Family
- Punky Brewster
- Roseanne
- The Hills
- Who's the Boss?
- Welcome Back Kotter
- Ugly Betty
- American Idol: Girls Rule 
  - Kelly Clarkson
  - Carrie Underwood
  - Fantasia Barrino

### Altres
- The Bond Girls
- Beauty Pageants
- John DeLorean
- Larry Flynt
- Patty Hearst
- John F. Kennedy, Jr
- Jacqueline Kennedy Onassis
- Evel Knievel
- JonBenét Ramsey
- Richard Simmons
- Martha Stewart
- The Sunset Strip
- Football Wives
- Rappers Wives
- Grady Stiles
- Heather Mills McCartney
- Mitchell brothers (Jim and Artie Mitchell)
- Siegfried & Roy
- Linda Sobek
- The Beatle Wives
- Laci Peterson
- Jill Ann Weatherwax
- Heidi von Beltz
- John Walsh
- Pamela Des Barres
- Amber Frey
- Wally George
- Elizabeth Glaser